# Çardacık, Niğde
Çardacık là một xã thuộc huyện Çamardı, tỉnh Niğde, Thổ Nhĩ Kỳ. Dân số thời điểm năm 2011 là 220 người.